# Flor da Serra do Sul
Flor da Serra do Sul är en kommun i Brasilien.   Den ligger i delstaten Paraná, i den södra delen av landet, 1 300 km söder om huvudstaden Brasília. Antalet invånare är 4 725.
I omgivningarna runt Flor da Serra do Sul växer huvudsakligen savannskog. Runt Flor da Serra do Sul är det glesbefolkat, med 18 invånare per kvadratkilometer.